# Frankton (Waikato)
Frankton is een voorstad van Hamilton, in de regio Waikato op het Noordereiland van Nieuw-Zeeland. Frankton is het station voor passagierstreinen in Hamilton. Het is een heel commercieel plaatsje met bijna 1.200 bedrijven op iets meer dan 1.600 inwoners. 
Op woensdag 25 augustus 1948, kostte een tornado het leven aan drie inwoners van Frankton.